# Rio, eu te amo
Rio, eu te amo è un film collettivo del 2014, composto da dieci episodi sul tema dell'amore, diretti da César Charlone, Vicente Amorim, Guillermo Arriaga, Stephan Elliott, Im Sang-soo, Nadine Labaki, Fernando Meirelles, José Padilha, Carlos Saldanha, Paolo Sorrentino, John Turturro e Andrucha Waddington.
È la terza parte del progetto Cities of Love, segue Paris, je t'aime (2006) e New York, I Love You (2009) e precede Berlin, I Love You (2019).
Il film è stato presentato alla 67ª edizione del Festival di Cannes, il 19 maggio 2014.

## Episodi

### Transizioni tra gli episodi
- Regia: César Charlone, Vicente Amorim
- Sceneggiatura: Fellipe Barbosa

### Texas
- Regia: Guillermo Arriaga
- Sceneggiatura:
- Interpreti: Jason Isaacs, Laura Neiva, Land Vieira, Henrique Pires

### Eu te amo
- Regia: Stephan Elliott
- Sceneggiatura: Stephan Elliott
- Interpreti: Ryan Kwanten, Marcelo Serrado

### Vidigal
- Regia: Im Sang-soo
- Sceneggiatura: Im Sang-soo
- Interpreti: Roberta Rodrigues, Tonico Pereira

### Milagre
- Regia: Nadine Labaki
- Sceneggiatura: Nadine Labaki
- Interpreti: Harvey Keitel, Nadine Labaki, Cauã Antunes

### A Musa
- Regia: Fernando Meirelles
- Sceneggiatura:
- Interpreti: Vincent Cassel, Débora Nascimento

### Pas de Deux
- Regia: Carlos Saldanha
- Sceneggiatura: Carlos Saldanha
- Interpreti: Rodrigo Santoro, Bruna Linzmeyer

### Grumari
- Regia: Paolo Sorrentino
- Sceneggiatura: Paolo Sorrentino
- Interpreti: Emily Mortimer, Basil Hoffman

### Quando não há Mais Amor
- Regia: John Turturro
- Sceneggiatura: John Turturro
- Interpreti: John Turturro, Vanessa Paradis, Camila Pitanga

### Dona Fulana
- Regia: Andrucha Waddington
- Sceneggiatura: Andrucha Waddington
- Interpreti: Regina Casé, Stepan Nercessian, Hugo Carvana, Eduardo Sterblitch, Sandro Rocha

## Episodio tagliato

### Inútil Paisagem
- Regia: José Padilha
- Sceneggiatura:
- Interpreti: Wagner Moura, Sergio Kato, Caio Junqueira, Cleo Pires

Questo episodio è stato tagliato dal montaggio finale del film per la presenza della statua del Cristo Redentore, ritenuto potenzialmente offensivo per i non cristiani.

## Produzione
Il budget del film è stato di circa 20 milioni di real.
Le riprese del film iniziano il 7 agosto 2013 e si svolgono interamente nella città di Rio de Janeiro.

## Distribuzione
Il primo trailer del  film viene diffuso il 27 giugno 2014.
La pellicola è stata distribuita nelle sale cinematografiche brasiliane a partire dall'11 settembre 2014.